# Phormosomatidae
De Phormosomatidae zijn een familie van stekelhuidigen uit de klasse van de Echinoidea (zee-egels).

## Geslachten
Onderfamilie Phormosomatinae
- Hemiphormosoma Mortensen, 1934
- Phormosoma Thomson, 1872

Onderfamilie Paraphormosomatinae Smith & Wright, 1990
- Paraphormosoma Mortensen, 1934